# بادی فرح
بادی فرح (عربی: بدوي «بدي» فرح؛ زادهٔ ۱۸ اوت ۱۹۷۸) بازیکن فوتبال اهل لبنان-استرالیا بود.
از باشگاه‌هایی که در آن بازی کرده‌است می‌توان به باشگاه ورزشی النجمه لبنان، باشگاه فوتبال کفلاویک، باشگاه فوتبال ولونگونگ وولفس، و باشگاه فوتبال سلانگور اشاره کرد.
وی همچنین در تیم‌های ملی فوتبال زیر ۲۳ سال استرالیا و لبنان بازی کرده‌است.